# 柏原赤十字病院
柏原赤十字病院（かいばらせきじゅうじびょういん）は、兵庫県丹波市にあった医療機関。日本赤十字社兵庫県支部が設置する病院であった。

## 沿革
- 1897年（明治30年）-「氷上郡立柏原病院」開院[1]。
- 1908年（明治41年）- 財政上の理由で、氷上郡から柏原町に移管され「柏原町立柏原病院」となる[1]。
- 1935年（昭和10年）4月1日 -「柏原町立柏原病院」が日本赤十字社に移管し、「日本赤十字社兵庫支部柏原診療院」として開院[2]。
- 1940年（昭和15年）1月 -「日本赤十字社乙種救護看護婦養成所」を併設。
- 1942年（昭和17年）- 患者が増えた事による増築をし「日本赤十字社兵庫支部柏原病院」となり、後に「柏原赤十字病院」と改称[1]。
- 1947年（昭和22年）2月 -「日本赤十字社乙種救護看護婦養成所」を廃止。
- 2019年（平成31年）3月31日 -「兵庫県立柏原病院」と統合し、新病院(県立丹波医療センター(仮称))を発足予定のため閉院。
- 2019年（令和元年）7月1日 -「兵庫県立柏原病院」と統合し、「兵庫県立丹波医療センター」と「丹波市健康センター ミルネ」が開院[3][4][5]。

## 診療科・部門
- 内科
- 呼吸器内科
- 糖尿病内科
- 消化器内科
- 外科
- 整形外科
- 眼科
- 婦人科
- 歯科口腔外科
- 放射線科
- リハビリテーション科
- 内視鏡センター

診療協働部門
- 看護部
- 薬剤部
- 放射線技術課
- 検査技術課
- リハビリテーション技術課
- 栄養課

付帯施設
- 訪問看護ステーション
- 居宅介護支援事業所

## 医療機関の指定等
- 保険医療機関
- 救急告示病院
- 健康保険法指定医療機関
- 国民健康保険法取扱い医療機関
- 生活保護法指定医療機関
- 原子爆弾被爆者一般疾病指定医療機関
- 第二種感染症指定医療機関[6]
- 身体障害者福祉法指定医
- 母子健康法指定養育医療機関
- 労働者災害補償保険法指定医療機関
- 災害対策基本法指定機関
- 労災アフターケア取扱い機関
- 自動車損害賠償補償法

## 交通アクセス
鉄道
- JR福知山線柏原駅下車、徒歩約3分程度。

自動車
- 丹南篠山口ICから国道176号経由で約15分程度。